# Thymus petraeus
Thymus petraeus là một loài thực vật có hoa trong họ Hoa môi. Loài này được Serg. miêu tả khoa học đầu tiên năm 1938.